# هال یانگ
هال یانگ (انگلیسی: Hal Young؛ ۱۸۹۰ – ۱۹۷۰) فیلم‌بردار اهل بریتانیا بود. او در زمینهٔ فیلم‌برداری در هالیوود، لس آنجلس کسب تجربه نمود و سپس به زادگاهش بازگشت و به استخدامِ گینزبورو پیکچرز درآمد.

## گزیدهٔ آثار
- مستأجر: داستان لندن مه‌آلود (۱۹۲۷)
- سقوط کوته فکر (۱۹۲۵)
- موش صحرایی (۱۹۲۵)
- شاپرک‌های بی‌پروا (۱۹۲۱)
- تماس برای جوانان (۱۹۲۱)
- جاده مرموز (۱۹۲۱)
- ظواهر (۱۹۲۱)
- روز بزرگ (۱۹۲۰)
- آنی در گرین گیبلز (۱۹۱۹)